# 落川站
落川站（朝鲜语：／ Rakch'ŏn yŏk */?）是位于朝鮮民主主義人民共和國江原道洗浦郡的一個鐵路車站，属于江原线，本站旧称三防站。

## 邻近车站
董家里站 - 落川站 - 三防站